# Mateu Fletxa
Mateu Fletxa "el Vell" in het Catalaans, in het Castiliaans Mateo Flecha "el viejo", (Prades, 1481 – Poblet, 1553), was een Spaanse componist uit de Renaissance, vooral bekend vanwege zijn Ensalada's. Teneinde hem te onderscheiden van zijn neef (oomzegger), Mateu Fletxa de Jonge, kreeg hij de bijnaam "el viejo".

## Leven
Fletxa werd geboren in Prades. Misschien studeerde hij muziek in Barcelona bij Joan Castelló. In december 1522 begon zijn loopbaan, eerst als zanger en vanaf september 1523 en tot oktober 1525 als kapelmeester aan de kathedraal van Lerida. Er wordt aangenomen dat hij nadien verhuisde naar Guadalajara, in dienst van de "Duque del Infantado" Diego Hurtado de Mendoza y Luna (1461-1531), bij wie hij gedurende 6 jaar is blijven werken.
Er zijn aanwijzingen dat hij nadien naar Valencia is getrokken, waar hij de leiding nam over de kapel van de hertog van Calabrië of, op z'n minst verbonden was met het muzikale leven van die stad. Op zijn minst drie van zijn werken verschijnen in het zangboek van de kapel (het zogenaamde "Cancionero del duque de Calabria", ook bekend onder de naam Cancionero de Uppsala, naar de bewaarplaats).
Er wordt vermoed dat hij nadien naar Sigüenza ging, waar hij eveneens kapelmeester werd, misschien van 1537 tot 1539. Van 1544 tot 1548 verkreeg hij dezelfde taak in het kasteel van Arévalo bij de kapel van de Infantas Maria en Johanna van Castilië, de twee jongere zusjes van de latere koning Filips II.
Veel later werd hij monnik en trad hij in de Cisterciënzerorde, in het klooster van Poblet, waar hij in 1553 overleed.

## Werken
Fletxa kennen we vooral van zijn Ensalada's. Dat zijn vier- tot vijfstemmige werken, bedoeld als vermaak voor hovelingen, die grote roem verwierven op de paleisfeestjes. De Ensalada's als genre danken hun naam aan de vermenging van verschillende talen zoals het Castiliaans (Spaans), het Catalaans, het Italiaans, het Frans en het Latijn. Naast Ensalada's componeerde hij ook villancico's.

### Lijst van de werken die van Fletxa bewaard zijn gebleven
Vierstemmige Ensalada's:
- El fuego
- El jubilate
- La bomba
- La caça
- La guerra
- La justa
- La negrina
- La viuda

Vijfstemmige Ensalada's:
- Las cañas
- Los chistes
- El cantate o dança despadas (verloren)

Driestemmige villancico's:
- Encúbrase el mal que siento
- O triste de mí
- Si sentís lo que yo siento
- Vella de vós som amorós (toeschrijving)

Vierstemmige villancico's:
- Mal haya quien a vos casó
- Que farem del pobre Joan
- Teresica hermana
- Tiempo bueno

Vijfstemmige villancico's:
- Si amores me han de matar

Geestelijke werken in het Latijn:
- Miserere (vierstemmig)
- Doleo super te (verloren)

De Ensalada's werden verzameld en uitgegeven in Praag, in 1581, door zijn neef Mateo Fletxa el joven.
Van de elf Ensalada's die hij heeft gecomponeerd zijn enkel zes El jubilate, La bomba, La negrina, La guerra, El fuego y La justa volledig overgeleverd. Van de overige ontbreekt telkens één stemboekje. El cantate is verloren gegaan omdat Fletxa's neef het, wegens te lang, niet heeft willen publiceren.
Enkele Castiliaanse vihuelistas zoals Enríquez de Valderrábano, Diego Pisador en Miguel de Fuenllana bewerkten vele van zijn werken voor stem en vihuela.